# Shūrījeh-ye Pā'īn
Shūrījeh-ye Pā'īn (persiska: Shūrīcheh-ye Soflá, Shūrījeh-ye Pā’īn, شوریجه پائین, Shūrījeh-ye Soflá) är en ort i Iran.   Den ligger i provinsen Khorasan, i den nordöstra delen av landet, 900 km öster om huvudstaden Teheran. Shūrījeh-ye Pā'īn ligger 490 meter över havet och antalet invånare är 329.
Terrängen runt Shūrījeh-ye Pā'īn är kuperad åt sydväst, men åt nordost är den platt. Shūrījeh-ye Pā'īn ligger nere i en dal. Runt Shūrījeh-ye Pā'īn är det ganska glesbefolkat, med 35 invånare per kvadratkilometer. Närmaste större samhälle är Qarah Sangī, 16,2 km öster om Shūrījeh-ye Pā'īn. Omgivningarna runt Shūrījeh-ye Pā'īn är i huvudsak ett öppet busklandskap.